# Бібліотека польської пісні
Бібліотека польської пісні (пол. Biblioteka Polskiej Piosenki) — музична бібліотека, яка знаходиться в Кракові на вулиці святого Лаврентія, 15. Будівля бібліотеки раніше була частиною краківського трамвайного депо і на даний час входить до складу краківського Музею міської інженерії. Будівлю внесено до реєстру пам'яток Малопольського воєводства Польщі, яка охороняються державою.

## Історія створення
У 2002 році любитель і колекціонер польських пісень Вальдемар Доманський започаткував на краківському радіо проведення передачі під назвою «Бібліотека польської пісні». В результаті, було вирішено створити культурний заклад, який би займався популяризацією польської пісні. 10 листопада 2002 року Вальдемар Доманський у співпраці з господарем кабаре «Loch Camelot» Казімежем Маді під час концерту з нагоди Дня Незалежності організував так званий «Пісенний урок», який став поступово перетворюватися у неформальний рух, учасники якого пропагували польську пісню. Пізніше учасники цього культурного руху створили неформальну організацію, присвячену польській пісні. За ініціативою даної організації й виникла бібліотека польської пісні.
У 2005 році неформальній організації з вивчення польської пісні було виділено будівлю колишнього краківського трамвайного депо, яка є архітектурною пам'яткою Малопольського воєводства (№ 680 від 30 вересня 1985 року).
1 січня 2007 року було створено громадську організацію «Ośrodek Kultury — Biblioteka Polskiej Piosenki» (Відділ культури — Бібліотека польської пісні), директором якої став Вальдемар Доманський. Метою створення цієї бібліотеки стала популяризація та документування польської пісні.